# 제네비브 코르테스
제네비브 코르테스(Genevieve Cortese, 1981년 1월 8일 ~ )는 미국의 배우이다.

## 출연 작품
- 플래시포워드 (2009)
- 책 속에 오르가즘이 있다 (2006)
- 수퍼내추럴 시즌1 (2005)
- 키즈 인 아메리카 (2005)